# Рада Точальна
Рада Точальна — українська оперна співачка, з 2012 року проживає в Австралії.

## З життєпису
В Севастополі почала музичну кар'єру як піаністка; з відзнакою закінчила Львівську музичну академію.
Вокалом почала займатися під орудою професора Ігоря Кушплера.
Брала участь у музичних фестивалях, зокрема: Літній фестиваль у Києві, Фестиваль українських днів у Щеціні (2009), Фестиваль ім. Оксани Петрусенко (Севастополь).
Захистила магістерську роботу, галузь музичного мистецтва (Цюрихський університет мистецтв, Zurich University of the Arts), отримала персональну відзнаку Корнелії Каліш.
2014 року отримала грант та можливість навчатися в оперній студії Мельбурна. Відтоді бере участь у багатьох австралійських музичних фестивалях:
- Nagambie Lakes Opera Festival,
- Spring Street Beat Festival of the Parliament of Victoria,
- Melbourne East Arts Festival.

У червні 2016 року виступала в опері Канберри та Wesley Music Centre.